# Tonino Vittigli
Antonio Vittigli –conhecido como Tonino Vittigli– (17 de junho de 1964) é um desportista italiano que competiu no ciclismo na modalidade de pista. Ganhou uma medalha de prata no Campeonato Mundial de Ciclismo em Pista de 1989, na prova amador de meio fundo.

## Medalheiro internacional
| Campeonato Mundial | Campeonato Mundial | Campeonato Mundial | Campeonato Mundial |
| Ano                | Lugar              | Medalha            | Competição         |
| ------------------ | ------------------ | ------------------ | ------------------ |
| 1989               | Lyon ( França)     | Medalha de prata   | Meio fundo (A)     |

## Palmarés
- 1988
  -     - 1.º na Coppa Caivano

  - Vencedor de uma etapa ao Cinturón a Mallorca
- 1989
  - 1.º na Coppa Caivano